# دانيال ليخت
دانيال ليخت (بالإنجليزية: Daniel Licht)‏‏ (1 مارس 1957 - 2 أغسطس 2017) هو ملحن أفلام وموسيقي أمريكي اشتهر بتأليفه ألحان المسلسل الدرامي التلفزيوني ديكستر.

## بعض أعماله

### أفلام
- قمر سيء

### مسلسلات تلفزيون
- ديكستر

### ألعاب فيديو
- سايلنت هيل: داونبور
- ديسونرد

## روابط خارجية
- دانيال ليخت على موقع IMDb (الإنجليزية)
- دانيال ليخت على موقع ميوزك برينز (الإنجليزية)
- دانيال ليخت على موقع أول ميوزيك (الإنجليزية)
- دانيال ليخت على موقع ديسكوغز (الإنجليزية)
- دانيال ليخت على موقع قاعدة بيانات الفيلم (الإنجليزية)